# Johanna Matintalo
Johanna Matintalo (11 dicembre 1996) è una fondista finlandese.

## Biografia
La Matintalo, attiva in gare FIS dal novembre del 2011, ha esordito in Coppa del Mondo il 30 novembre 2014 a Kuusamo (70ª), ai Campionati mondiali a Lahti 2017 (28ª nello skiathlon) e ai Giochi olimpici invernali a Pyeongchang 2018 (18ª nella 30 km, 19ª nella sprint, 24ª nello skiathlon). Il 9 dicembre 2018 ha conquistato a Beitostølen il suo primo podio in Coppa del Mondo (3ª); l'anno successivo ai Mondiali di Seefeld in Tirol è stata 17ª nella 10 km e 32ª nello skiathlon, mentre a quelli di Oberstdorf 2021 ha vinto la medaglia di bronzo nella staffetta e si è classificata 13ª nella 30 km, 26ª nella sprint e 30ª nello skiathlon. Ai XXIV Giochi olimpici invernali di Pechino 2022 si è piazzata 14ª nella 10 km, 23ª nella 30 km, 12ª nello skiathlon e 4ª nella staffetta; ai Mondiali di Planica 2023 è stata 25ª nella 30 km, 26ª nella sprint e 4ª nella staffetta e a quelli di Trondheim 2025 si è classificata 9ª nella 10 km e 4ª nella staffetta.

## Palmarès

### Mondiali
- 1 medaglia:
  - 1 bronzo (staffetta a Oberstdorf 2021)

### Coppa del Mondo
- Miglior piazzamento in classifica generale: 18ª nel 2022
- 7 podi (2 individuali, 5 a squadre):
  - 3 secondi posti (1 individuale, 2 a squadre)
  - 4 terzi posti (1 individuale, 3 a squadre)

#### Coppa del Mondo - competizioni intermedie
- 1 podio di tappa:
  - 1 terzo posto